# Ebbw Vale, Wales
Ebbw Vale (kymriska: Glynebwy) är en stad  i Storbritannien.   Den ligger i riksdelen Wales, i den södra delen av landet, 210 km väster om huvudstaden London. Ebbw Vale är huvudorten i kommunen Blaenau Gwent och ligger 311 meter över havet och antalet invånare är 18 345.
Den består av två communities; Ebbw Vale North och Ebbw Vale South.
Terrängen runt Ebbw Vale är lite kuperad. Runt Ebbw Vale är det tätbefolkat, med 613 invånare per kvadratkilometer. Närmaste större samhälle är Cwmbran, 18,6 km sydost om Ebbw Vale. Omgivningarna runt Ebbw Vale är en mosaik av jordbruksmark och naturlig växtlighet.